# De Feierwon

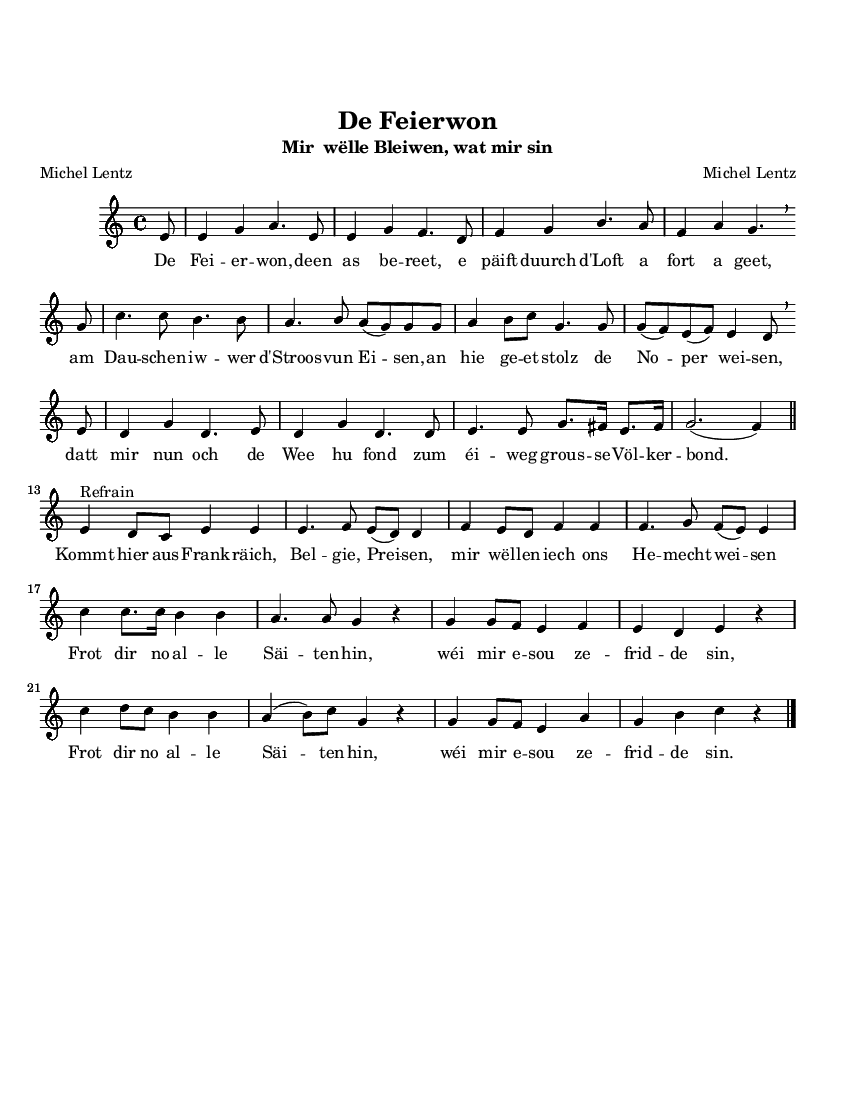
Partition du chant patriotique De Feierwon.

De Feierwon (en français : Le char de feu) est un chant patriotique composé par le poète luxembourgeois Michel Lentz écrit en 1859 à l'occasion de la circulation du train inaugural en gare de Luxembourg.

## Paroles
| De Feierwon |
| --- |
| Premier couplet |
| De Feierwon dén as bereet, E päift durch d'Loft a fort e geet, Am Dauschen iwer d'Stroos vun Eisen, An hie geet stolz den Noper weisen, Dat mir nun och de Wee hu fond, Zum éiweg grousse Völkerbond,                                    |
| Refrain |
| Kommt hier aus Frankräich, Belgie, Preisen, Mir wellen iech ons Hémecht weisen, Frot dir no alle Säiten hin, Mir welle bleiwe wat mir sin. Frot dir no alle Säiten hin, Wei mir esou zefridde sin.                                       |
| Deuxième couplet |
| Mir hale fest un onser Scholl, Vu Léift fir d'Land sin d'Hiezer voll ; Wa mir och keng Milliounen zielen, Dir gëtt ons uechter d'Welt ze wielen ; Mir ruffen all aus engem Monn : Ke bessert Land beschéngt jo d'Sonn !                  |
| Refrain |
| Troisième couplet |
| D'Natur, déi laacht ons iwerall, Si rëscht de Biereg an den Dall Mat Fielse wéi gewalteg Riesen, Stret Blummen iwer Gart a Wisen : Ké Keppchen Ierd, wou Halm a Räis Net riede vun dem eise Fläiß                                        |
| Refrain |
| Quatrième couplet |
| An d'Voll'k a mengem Heemechtsland Huet géint all Mensch d'Häerz op der Hand ; Seng Fräiheet deet em d'A blenken, An d'Trei, déi deet seng Wierder klenken ; Seng Sprooch matt hire friemen Téin, D'Gemittlechkeet, déi mecht se schéin. |
| Refrain |
| Cinquième couplet |
| Mir hu keng schwéier Lascht ze dron Fir eise Staatswon dun ze gon ; Keng Steire kommen äis erdrecken, Keen Zwang de fräie Geescht erstecken ; Mir maachen spuersaam eise Stot, Kee Biirger a kee Bauer klot.                             |
| Refrain |
| Sixième couplet |
| An huet dir dann de Wäert erkannt Vum klenge Lëtzebuerger Land, An dir musst fort rem vun éis goen, Da kennt dir an der Heemecht soen : 't ass d'Gréisst net graad, déi d'Glëck bedeit, Well an deem Land si glecklech Leit !            |
| Refrain |

## Reprise
En mars 2016, le chanteur luxembourgeois Serge Tonnar (lb) reprend une partie du texte dans sa chanson intitulée « Mir wëllen iech ons Heemecht weisen » (en français : Nous voulons vous montrer notre patrie) en modifiant une partie des paroles afin d'affirmer sa volonté quant à l'accueil de migrants au Grand-Duché.